# Levonice
Levonice jsou malá vesnice, část města Postoloprty v okrese Louny. Nachází se asi 3 km na jihozápad od Postoloprt. Levonice jsou také název katastrálního území o rozloze 2,74 km².

## Název
Původní tvar názvu Levynice byl odvozen z osobního jména Levyňa ve významu ves lidí Levyňových. V historických pramenech se název objevuje ve tvarech: in villa Leuuinici (před rokem 1212), Lewinice (1238), Lewonicz (1358), Levunice (1450), Lewonicze (1559) a Lewanitz nebo Lewonicze (1787).

## Historie
Všeobecně přijímaný rok 1183 první písemné zmínky o vesnici je založený na omylu Antonína Profouse. Ten Levonice ztotožnil s Lebeunicemi, vyskytujícími se na listině z téhož roku, kterou kníže Bedřich potvrdil darování kladrubskému klášteru, učiněné dříve pražským biskupem Danielem a knížetem Vladislavem II. Ale již editor listiny Gustav Friedrich věděl, že se jednalo o Liběvice, zaniklou vesnici mezi Horními Korozlupy a Černošínem, z níž zbyla pouze samota. V listině se vyskytují výhradně západočeské lokality a Liběvice jsou od Kladrub vzdálené asi 15 kilometrů. 
Poprvé se Levonice objevují teprve na opisu listiny, ve které nejvyšší stolník jménem Soběhrd, syn Bezpremův, vyměnil s břevnovskými benediktiny svůj majetek v Levonicích za vesnici Chylice. Listina není datovaná, z obecných souvislostí se její vznik klade těsně před rok 1212. Jedním ze svědků na listině byl žatecký purkrabí Heřman. Součástí Soběhrdova majetku v Levonicích byl i tok Ohře a ostrov. První přesně datovaná písemná zmínka o vsi tak pochází až z roku 1238. Tehdy vyměnil purkrabí na Lokti Sulislav s povolením krále Václava I. svůj majetek v Levonicích za Mradice. Vesnice tak celá přešla pod jednoho majitele.

Neznámo kdy se majitelem vesnice stal postoloprtský klášter. Muselo k tomu ale dojít před rokem 1324. Tehdy totiž konvent pronajal pole v poloze Luh v Levonicích lounskému měšťanu Bertholdovi. Po vypálení kláštera roku 1420 vesnici ovládlo město Louny, které zde začalo vybírat poddanské dávky. V letech 1450–1454 žilo v Levonicích čtrnáct poplatníků. Rychtářem byl Enoch, největšími sedláky Blažek, Jíra Chudý, rychtářův bratr Jíra a Havel Kaucký, kteří ročně platili po třiceti groších.

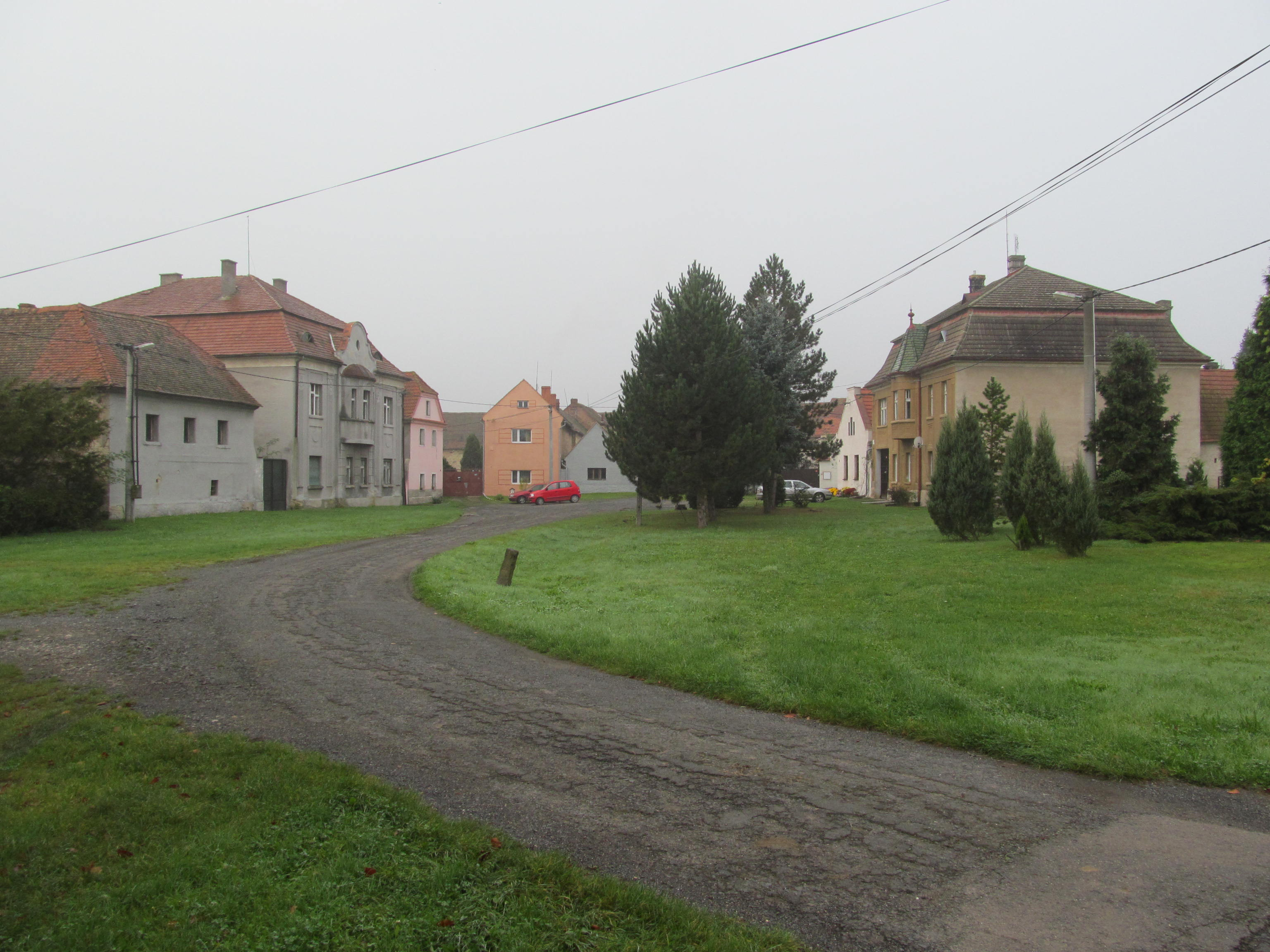
Náves

Během procesu revize pozemkové držby po husitských válkách nebyly Louny schopné prokázat, jakým způsobem Levonice nabyly. Proto je musely v roce 1454 prostřednictvím zemského správce Jiřího z Poděbrad spolu s většinou ostatních vesnic, patřících před tím klášteru, vrátit státu. V roce 1469 Jiří z Poděbrad – tehdy už král – Levonice z bývalého klášterního panství vyjmul a zastavil je manželům Albrechtovi z Hořešovic a Ofce z Tuchořic. Za jejich života, v roce 1474, se poprvé připomíná levonická tvrz; proto bývá Albrecht považován za jejího stavitele. Páni z Veitmile získali Levonice v roce 1502. Tehdy jim prodali synové Jiřího z Poděbrad celé bývalé dominium postoloprtského kláštera; jejich otec jim je daroval v roce 1465. Veitmilové sídlili na postoloprtském zámku a zdejší tvrz postupně zanikla. Součástí postoloprtského panství byly Levonice až do roku 1848.
26. října 1602 vypukl v Levonicích požár, při němž až na dvě stavení, dvě kůlny a jednu stodolu lehla popelem celá vesnice. Událost vzbudila v okolí velký rozruch a zaznamenal ji i lounský kronikář Pavel Mikšovic. Sotva se vesnice stačila z této katastrofy vzpamatovat, vypukla třicetiletá válka. Po jejím skončení bylo podle berní ruly z roku 1654 osídleno jen osm statků, zbytek tvořily poustky. V popisu vesnice se uvádí "Ta ves na stavení ruinirovaná". Pozdější vpisky do operátu uvádějí ještě požár z roku 1671, při němž vyhořela čtyři hospodářství.

Není známo, která z levonických vrchností založila poblíž vesnice bažantnici – hon na bažanty byl mezi šlechtou rozšířený už v 16. století. V literatuře je poprvé uvedena k roku 1684. Rozkládala se po obou stranách odbočky na Levonice z postoloprtské silnice.

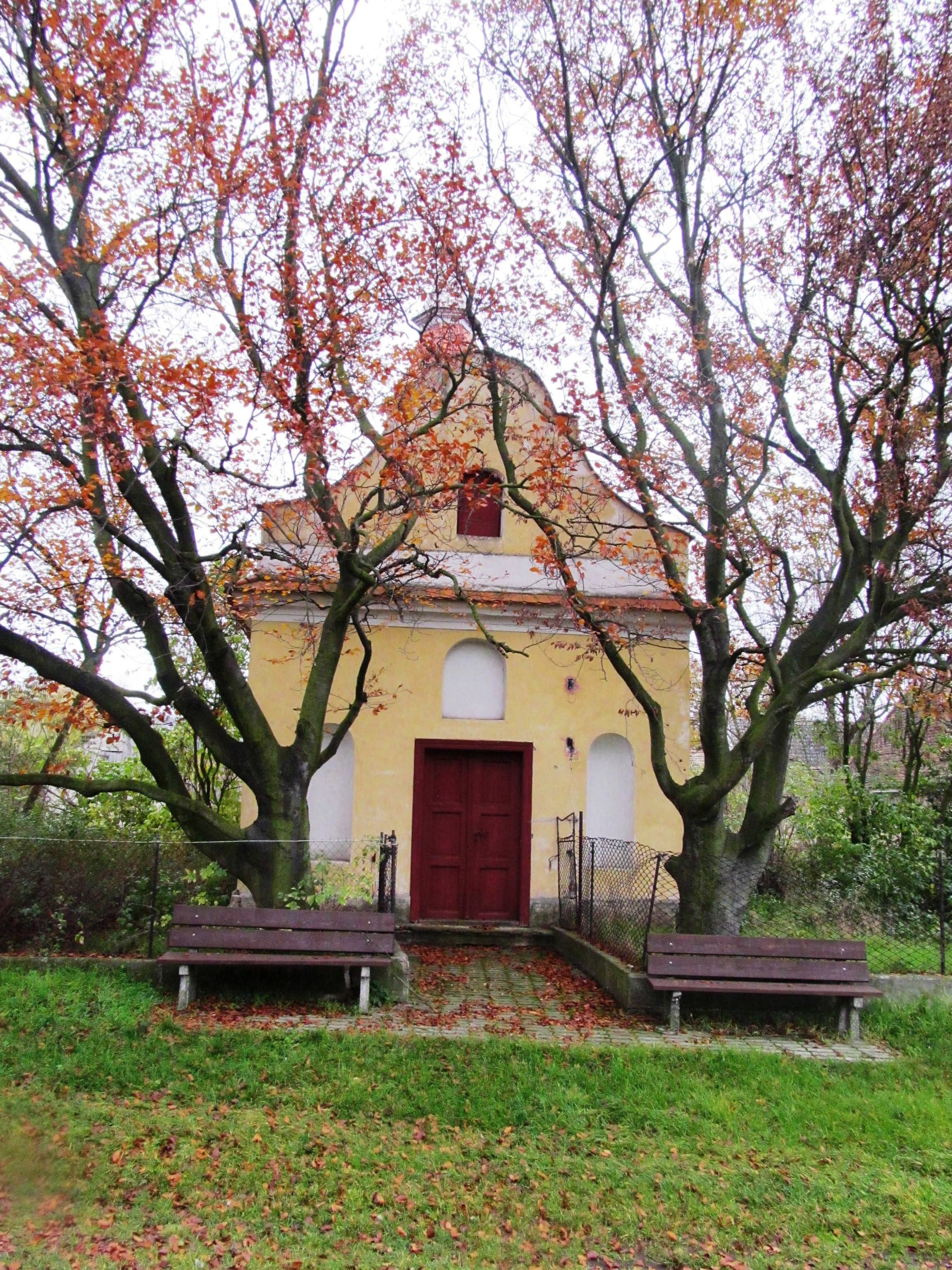
Kaple z roku 1829

 V jejím areálu ležel rybník Podkova, zakreslený na mapě 1. vojenského mapování z 60. let 18. století. V jeho blízkosti stála myslivna. V roce 1792 prošla bažantnice rozsáhlou rekonstrukcí. Během honu 17. října 1797 zde bylo zastřeleno 1 291 zajíců. Na podzim roku 1813, za napoleonských válek, ruští a pruští vojáci, ubytovaní přímo ve vsi, stavy zvěře v levonické bažantnici zdecimovali. Nicméně její počty se podařilo brzy obnovit, takže v průběhu roku 1817 zde bylo uloveno 1 912 bažantů. Bažantnictví na Postoloprtsku zaniklo po zrušení patrimoniální správy v polovině 19. století, kdy byla také vysušena Podkova.
V roce 1828 žilo v Levonicích ve 22 domech 116 obyvatel. Dařilo se chmelařství. Poblíž byl vysázený ovocný sad s devíti sty stromy. Bažantnice se rozkládala na ploše 24 hektarů.
Prvním voleným starostou se v roce 1850 stal Franz Skuthan. Nejstarším spolkem ve vsi byli hasiči, založení v roce 1902. Spořitelní spolek vznikl o dva roky později. Na počátku 20. století v Levonicích působili dva ševci a truhlář. Ve vsi byl také obchod a dvě hospody.
I za 1. republiky žili v Levonicích převážně Němci. Češi se zde v pozemkové reformě neuplatnili. V roce 1930 se k české národnosti ze 169 obyvatel hlásilo jen 37 osob. České děti proto chodily do menšinové školy v Postoloprtech.
V červnu 1945 byla v místní bažantnici pohřbena část obětí postoloprtského masakru. Mnoho Němců zde také bylo popraveno.

## Urbanismus vesnice

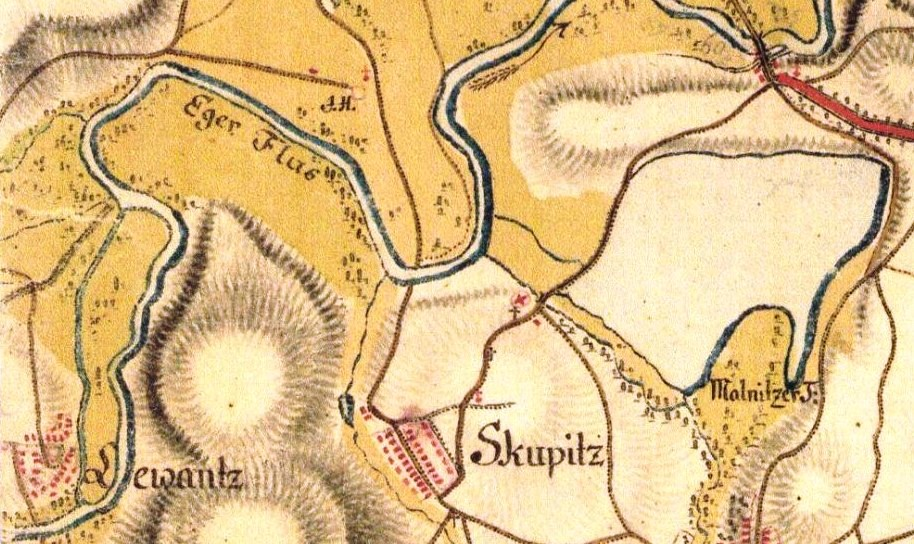
Vesnice na mapě prvního vojenského mapování z poloviny 60. let 18. století

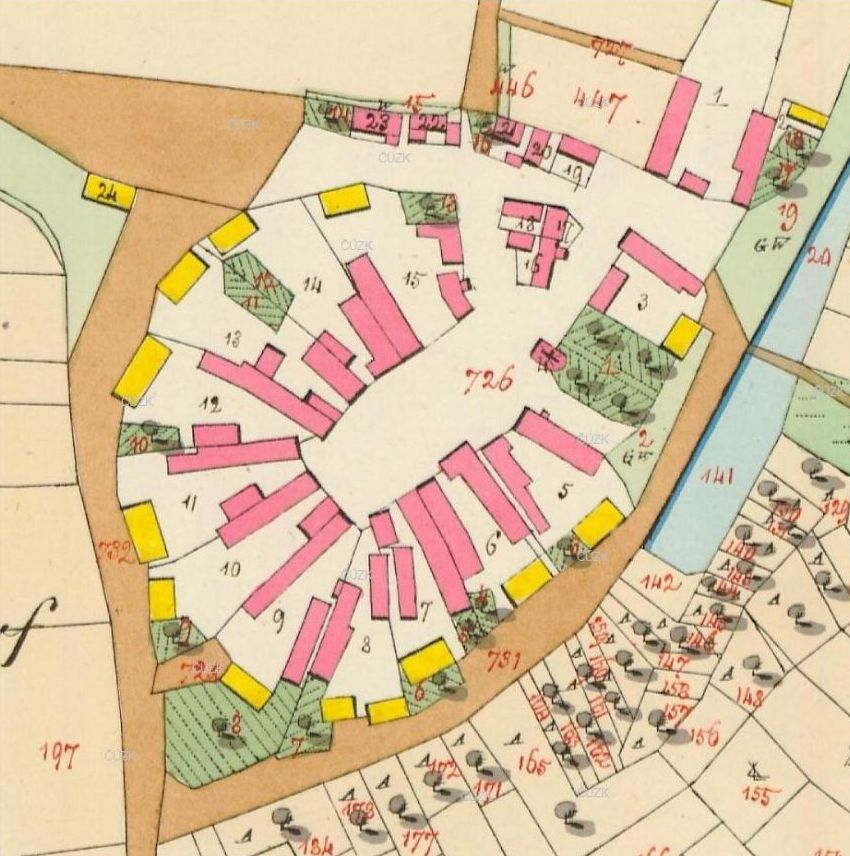
Levonice na stabilním katastru z roku 1843

Lokační půdorys Levonic je jednotný a přehledný. V základních rysech zachovává podobu, kterou mu vtiskl vrcholný středověk. Je tudíž pravděpodobné, že nová lokace, která nahradila původní uspořádání, je dílem postoloprtského kláštera. Náves je přístupná pouze ze severu. Obklopená je paprsčitě uspořádanými usedlostmi na pevně vyměřených parcelách, které tvoří pravidelný ovál. Na východní straně byly Levonice chráněny ramenem Ohře, z něhož se dochoval malý rybník. Mezi ramenem a hlavním tokem řeky se nacházel ostrov, zmíněný už ve smlouvě z roku 1212. Podobu říčního ramene zachycuje mapa prvního vojenského mapování z šedesátých let 18. století. Někde na jeho břehu, zřejmě v sousedství stávající kaple svatých Petra a Pavla, stálo panské sídlo, v pramenech doložené v 15. století. Levonice představují kompaktní soubor venkovské architektury, vzniklé v rozmezí od 19. do poloviny 20. století. Vily movitých chmelařů zastupují čp. 2 a 9. Největší architektonickou hodnotu Levonic představuje soubor hospodářských stavení, která svými zadními trakty vymezují intravilán vesnice. Ve vsi se zachovaly rovněž chmelové sušárny, stáje a kolny.

## Pamětihodnosti
Na východní straně návsi, ukrytá mezi stromy, stojí kaple svatých Petra a Pavla. Byla postavena v roce 1829 nákladem obce za 552 zlatých. O šest let později byla rozšířena. Ve věžičce se na začátku 20. století nacházel zvon z roku 1698, přenesený sem neznámo odkud. Byl dílem zvonaře Johanna Baltazara Cromelliho z Ústí nad Labem.

## Obyvatelstvo
|           | 1869 | 1880 | 1890 | 1900 | 1910 | 1921 | 1930 | 1950 | 1961 | 1970 | 1980 | 1991 | 2001 | 2011 |
| --------- | ---- | ---- | ---- | ---- | ---- | ---- | ---- | ---- | ---- | ---- | ---- | ---- | ---- | ---- |
| Obyvatelé | 159  | 186  | 177  | 184  | 157  | 140  | 169  | 83   | 70   | 59   | 44   | 27   | 37   | 64   |
| Domy      | 24   | 26   | 27   | 39   | 42   | 41   | 30   | 26   | 17   | 16   | 14   | 18   | 24   | 25   |

## Galerie

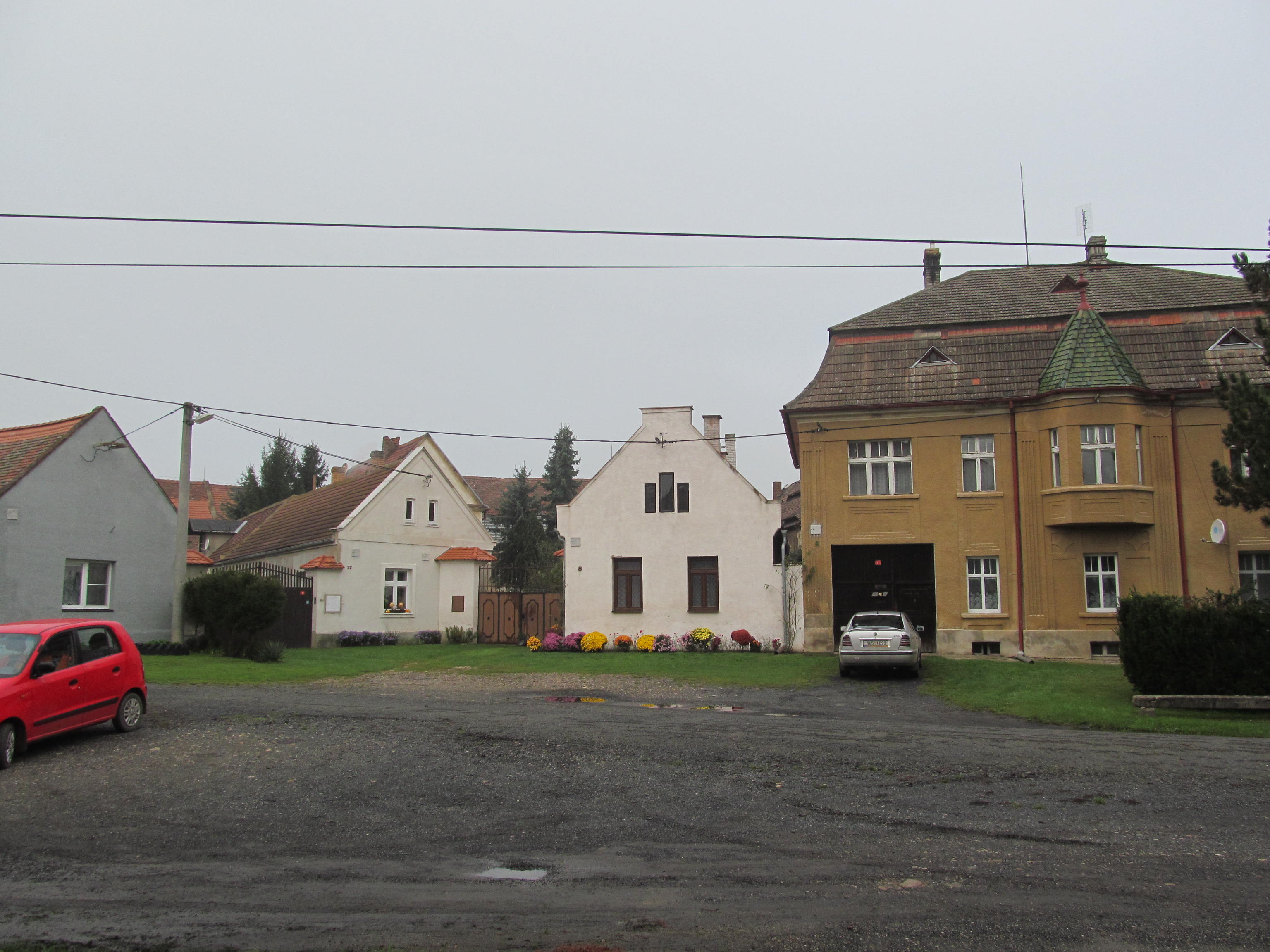
Domy na návsi
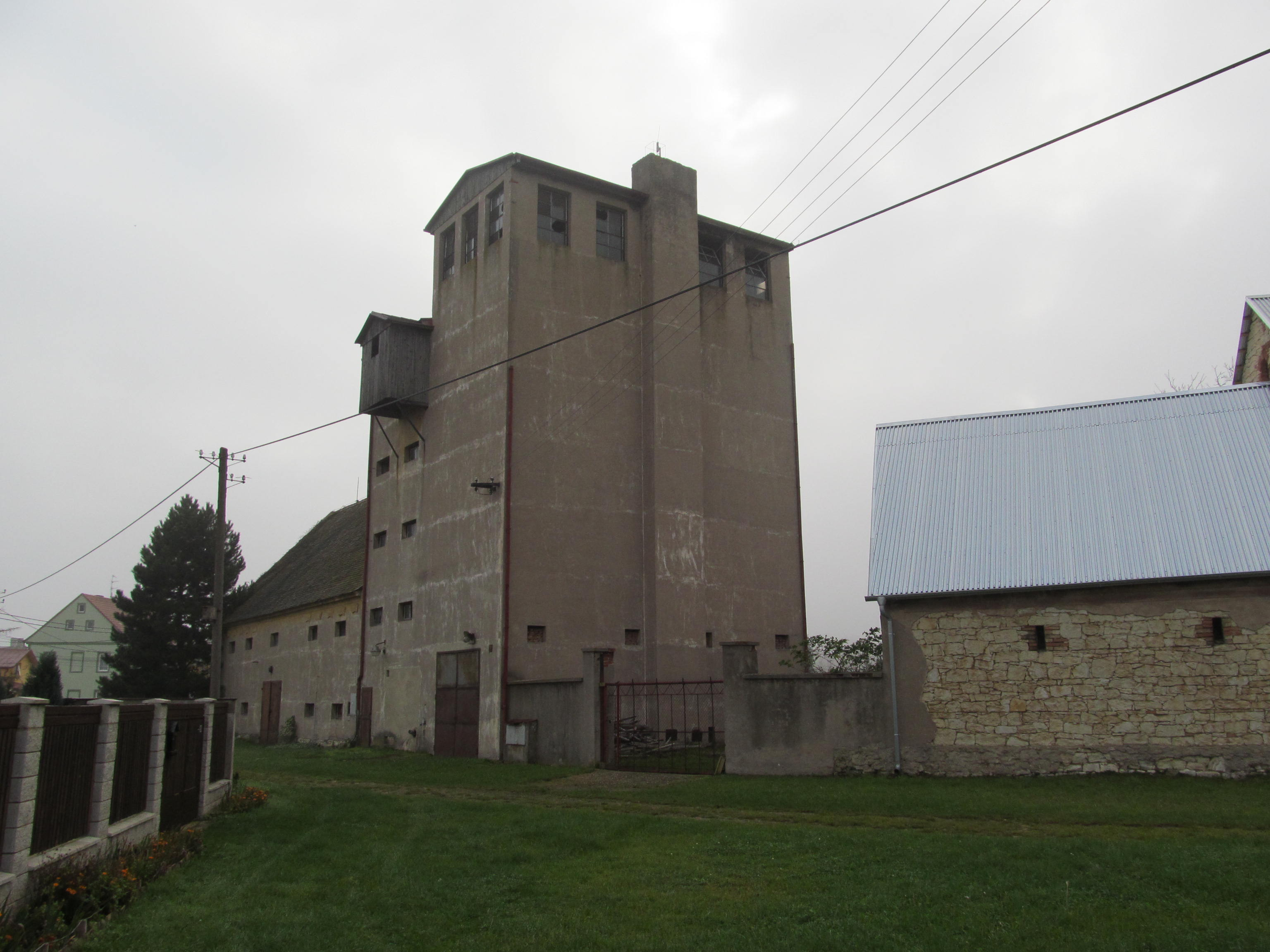
Sušárna chmele